# Ca l'Oller (Riudarenes)
Ca l'Oller és una masia de Riudarenes (Selva) inclosa a l'Inventari del Patrimoni Arquitectònic de Catalunya.

## Descripció
És un edifici del tipus basilical amb dues plantes i golfes. El portal és adovellat i les dues finestres de la part superior de la façana, estan lleugerament desplaçades de l'eix del carener de la teulada. El parament de maçoneria està arrebossat i pintat excepte els angles de carreus vistos. Les obertures estan emmarcades amb pedra. Dues del primer pis son d'arc conopial i la central presenta un arc trevolat però no són les originals. L'interior ha estat reformat però conserva l'estructura original. A l'esquerra hi ha ampliacions annexes, el garatge i altres dependències, amb un petit jardí, tot envoltat per un mur i una reixa que tanquen la propietat.
Actualment la masia ha quedat integrada en el nucli urbà.

## Història
El mas era propietat de l'Església fins a la desamortització de Mendizabal que va passar a la família Oller que n'eren els masovers. L'any 1977 es va reformar totalment i es va convertir en habitatge i abandonar els usos agrícoles.